# Pettnau
Pettnau – gmina w Austrii, w kraju związkowym Tyrol, w powiecie Innsbruck-Land. Liczy 957 mieszkańców (1 stycznia 2015).